# Parotocinclus jumbo
Parotocinclus jumbo és una espècie de peix de la família dels loricàrids i de l'ordre dels siluriformes.

## Morfologia
Els mascles poden assolir els 5,8 cm de longitud total.

## Distribució geogràfica
Es troba a Sud-amèrica: Brasil.